# Ministère des Finances (Canada)
Le ministère des Finances (en anglais : Department of Finance) ou formellement le Trésor de Sa Majesté pour le Canada est le ministère chargé de conseiller le gouvernement dans l'élaboration des politiques économiques.

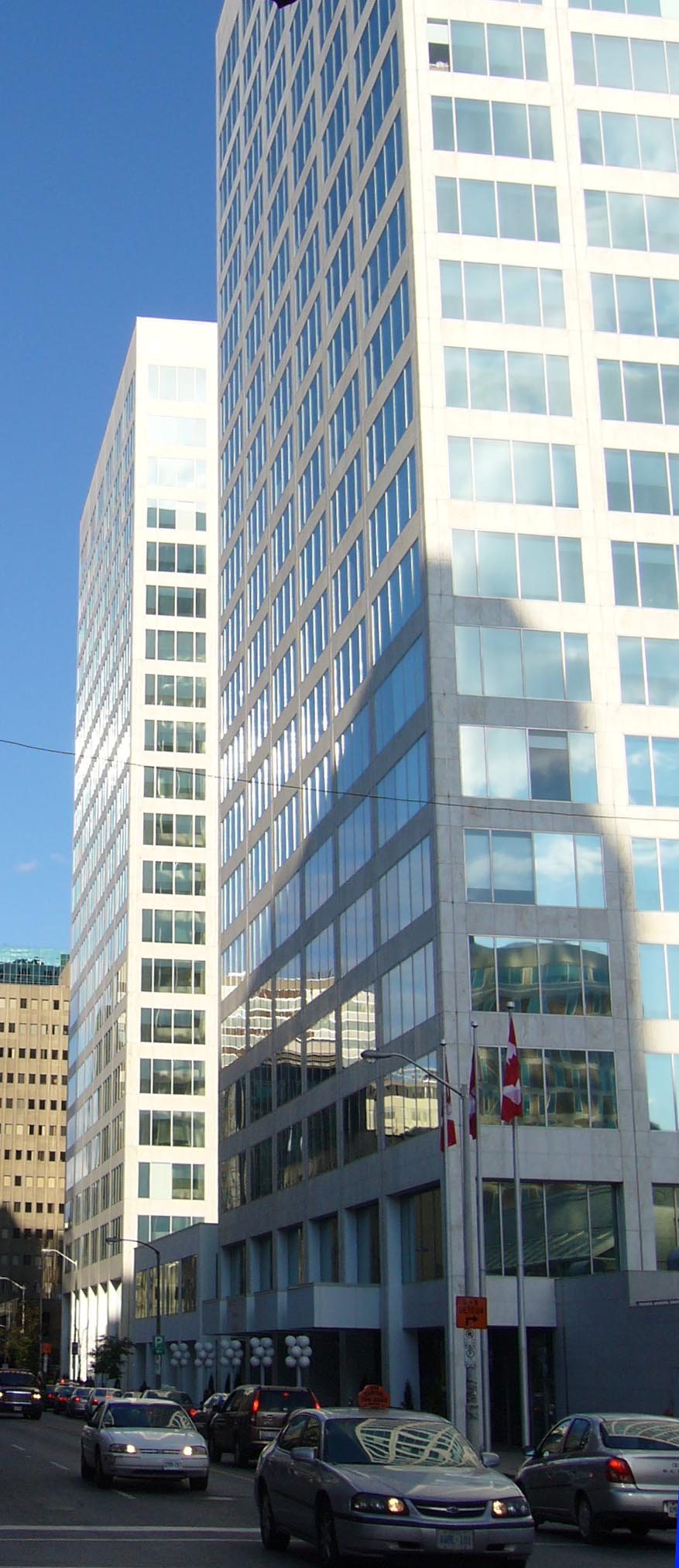
Les deux tours de L'Esplanade Laurier, siège du ministère des Finances, à l'intersection de la rue Bank et de l'avenue Laurier, Ottawa.

## Mandat
Le ministère des Finances doit notamment :
- planifier et préparer le budget du gouvernement fédéral ;
- analyser et concevoir les politiques fiscales ;
- élaborer des règlements visant les banques et les autres institutions financières sous réglementation fédérale ;
- administrer les transferts fédéraux aux provinces et aux territoires ;
- élaborer des politiques en matière de finances internationales et participer à la conception des politiques tarifaires du Canada ;
- suivre de près l'évolution de la situation économique et financière au Canada et offrir des conseils stratégiques sur un vaste éventail de questions économiques.

## Liste des ministres des Finances
| 1.                           | Alexander Galt                            | 1er juillet 1867 - 7 novembre 1867    | sous John A. Macdonald           |
| 2.                           | John Rose                                 | 18 novembre 1867 - 30 septembre 1869  | sous John A. Macdonald           |
| 3.                           | Sir Francis Hincks                        | 9 octobre 1869 - 21 février 1873      | sous John A. Macdonald           |
| 4.                           | Samuel Tilley                             | 22 février 1873 - 5 novembre 1873     | sous John A. Macdonald           |
| 5.                           | Richard Cartwright                        | 7 novembre 1873 - 16 octobre 1878     | sous Alexander Mackenzie         |
|                              | Sir Samuel Tilley (2e fois)               | 17 octobre 1878 - 10 novembre 1885    | sous John A. Macdonald           |
|                              | vacant                                    | 11 novembre 1885 - 9 décembre 1885    | sous John A. Macdonald           |
| 6.                           | Archibald McLelan                         | 10 décembre 1885 - 26 janvier 1887    | sous John A. Macdonald           |
| 7.                           | Sir Charles Tupper                        | 27 janvier 1887 - 22 mai 1888         | sous John A. Macdonald           |
| 8.                           | George Foster                             | 29 mai 1888 - 6 juin 1891             | sous John A. Macdonald           |
| 8.                           | George Foster                             | 16 juin 1891 - 24 novembre 1892       | sous John Joseph Caldwell Abbott |
| 8.                           | George Foster                             | 5 décembre 1892 - 12 décembre 1894    | sous John Sparrow David Thompson |
| 8.                           | George Foster                             | 21 décembre 1894 - 5 janvier 1896     | sous Mackenzie Bowell            |
| *                            | Sir Mackenzie Bowell (Par intérim)        | 6 janvier 1896 - 14 janvier 1896      | sous Mackenzie Bowell            |
|                              | George Foster (2e fois)                   | 15 janvier 1896 - 27 avril 1896       | sous Mackenzie Bowell            |
| 1er mai 1896 - 27 avril 1896 | George Foster (2e fois)                   | sous Charles Tupper                   |                                  |
|                              | vacant                                    | 6 juillet 1896 - 19 juillet 1896      | sous Wilfrid Laurier             |
| 9.                           | William Stevens Fielding                  | 20 juillet 1896 - 6 octobre 1911      | sous Wilfrid Laurier             |
| 10.                          | Sir Thomas White                          | 10 octobre 1911 - 1er août 1919       | sous Robert Laird Borden         |
| 11.                          | Sir Henry Drayton                         | 2 août 1919 - 9 juillet 1920          | sous Robert Laird Borden         |
| 11.                          | Sir Henry Drayton                         | 10 juillet 1920 - 29 décembre 1921    | sous Arthur Meighen              |
|                              | William Stevens Fielding (2e fois)        | 29 décembre 1921 - 4 septembre 1925   | sous William Lyon Mackenzie King |
| 12.                          | James Robb                                | 5 septembre 1925 - 28 juin 1926       | sous William Lyon Mackenzie King |
| *                            | Sir Henry Drayton (2e fois) (Par intérim) | 29 juin 1926 - 12 juillet 1926        | sous Arthur Meighen              |
| 13.                          | Richard Bedford Bennett                   | 13 juillet 1926 - 25 septembre 1926   | sous Arthur Meighen              |
|                              | James Robb (2e fois)                      | 25 septembre 1926 - 11 novembre 1929  | sous William Lyon Mackenzie King |
| 14.                          | Charles Dunning                           | 26 novembre 1929 - 7 août 1930        | sous William Lyon Mackenzie King |
|                              | Richard Bennett (2e fois)                 | 7 août 1930 - 2 février 1932          | comme premier ministre           |
| 15.                          | Edgar Rhodes                              | 3 février 1932 - 23 octobre 1935      | sous Richard Bennett             |
|                              | Charles Dunning (2e fois)                 | 24 octobre 1935 - 5 septembre 1939    | sous William Lyon Mackenzie King |
| 16.                          | James Ralston                             | 6 septembre 1939 - 4 juillet 1940     | sous William Lyon Mackenzie King |
| 17.                          | James Ilsley                              | 8 juillet 1940 - 9 décembre 1946      | sous William Lyon Mackenzie King |
| 18.                          | Douglas Abbott                            | 10 décembre 1946 - 15 novembre 1948   | sous William Lyon Mackenzie King |
| 18.                          | Douglas Abbott                            | 15 novembre 1948 - 30 juin 1954       | sous Louis St-Laurent            |
| 19.                          | Walter Edward Harris                      | 1er juillet 1954 - 20 juin 1957       | sous Louis St-Laurent            |
| 20.                          | Donald Fleming                            | 21 juin 1957 - 8 août 1962            | sous John Diefenbaker            |
| 21.                          | George Nowlan                             | 9 août 1962 - 21 avril 1963           | sous John Diefenbaker            |
| 22.                          | Walter L. Gordon                          | 22 avril 1963 - 10 novembre 1965      | sous Lester B. Pearson           |
| *                            | Mitchell Sharp (Par intérim)              | 11 novembre 1965 - 17 décembre 1965   | sous Lester B. Pearson           |
| 23.                          | Mitchell Sharp                            | 18 décembre 1965 - 19 avril 1968      | sous Lester B. Pearson           |
| 24.                          | Edgar Benson                              | 20 avril 1968 - 27 janvier 1972       | sous Pierre Elliott Trudeau      |
| 25.                          | John Napier Turner                        | 28 janvier 1972 - 9 septembre 1975    | sous Pierre Elliott Trudeau      |
| *                            | Bud Drury (Par intérim)                   | 10 septembre 1975 - 25 septembre 1975 | sous Pierre Elliott Trudeau      |
| 26.                          | Donald Stovel Macdonald                   | 26 septembre 1975 - 15 septembre 1977 | sous Pierre Elliott Trudeau      |
| 27.                          | Jean Chrétien                             | 16 septembre 1977 - 3 juin 1979       | sous Pierre Elliott Trudeau      |
| 28.                          | John Crosbie                              | 4 juin 1979 - 2 mars 1980             | sous Joe Clark                   |
| 29.                          | Allan MacEachen                           | 3 mars 1980 - 9 septembre 1982        | sous Pierre Elliott Trudeau      |
| 30.                          | Marc Lalonde                              | 10 septembre 1982 - 29 juin 1984      | sous Pierre Elliott Trudeau      |
| 30.                          | Marc Lalonde                              | 30 juin 1984 - 16 septembre 1984      | sous John Napier Turner          |
| 31.                          | Michael Wilson                            | 17 septembre 1984 - 20 avril 1991     | sous Brian Mulroney              |
| 32.                          | Don Mazankowski                           | 21 avril 1991 - 24 juin 1993          | sous Brian Mulroney              |
| 33.                          | Gilles Loiselle                           | 25 juin 1993 - 3 novembre 1993        | sous Kim Campbell                |
| 34.                          | Paul Martin                               | 4 novembre 1993 - 1er juin 2002       | sous Jean Chrétien               |
| 35.                          | John Manley                               | 2 juin 2002 - 11 décembre 2003        | sous Jean Chrétien               |
| 36.                          | Ralph Goodale                             | 12 décembre 2003 - 6 février 2006     | sous Paul Martin                 |
| 37.                          | Jim Flaherty                              | 6 février 2006 - 18 mars 2014         | sous Stephen Harper              |
| 38.                          | Joe Oliver                                | 18 mars 2014 - 3 novembre 2015        | sous Stephen Harper              |
| 39.                          | Bill Morneau                              | 4 novembre 2015 - 17 août 2020        | sous Justin Trudeau              |
| 40.                          | Chrystia Freeland                         | 18 août 2020 - 16 décembre 2024       | sous Justin Trudeau              |
| 41.                          | Dominic LeBlanc                           | 16 décembre 2024 - 14 mars 2025       | sous Justin Trudeau              |
| 42.                          | François-Philippe Champagne               | depuis le 14 mars 2025                | sous Mark Carney                 |